# فلورس (پرنامبوکو)
فلورس (به پرتغالی: Flores) یک منطقهٔ مسکونی در برزیل است که در پرنامبوکو واقع شده‌است. فلورس ۹۹۶ کیلومتر مربع مساحت و ۲۲٬۶۱۸ نفر جمعیت دارد.